# آلارژنتوم
آلارژنتوم (به انگلیسی: Allargentum) (نماد IMA: All[3]) یک کانی از رده آنتی‌مونیدها، ابررده سولفیدها و سولفوسالت‌ها است که گاهی اوقات به عناصر طبیعی و رده آلیاژها نسبت داده می‌شود. آلارژنتوم  با فرمولی به صورت Ag1−xSbx نوشته می‌شود، که در آن x = ۰٫۰۹–۰٫۱۶ است. 
این ماده معدنی نسبتاً کمیاب در سنگ معدن نقره یافت می‌شود و به این خاطر از یونانی ἄλλος (آلوس، «دیگر») و argentum لاتین («نقره») نامگذاری شده‌است. سختی ویکرز آن ۱۷۲–۲۰۳ است.